# Kowno
Kowno (lit. Kaunas; wymowaⓘ, biał. Коўна, ros. Каунас, Ковно lub Ковна; jidysz ‏קאָוונע‎; Kowne) – drugie pod względem liczby mieszkańców miasto Litwy (około  319 790 tys. mieszkańców w 2023 roku) i największy ośrodek przemysłowy kraju.
Kowno leży w środkowej części kraju, na Nizinie Środkowolitewskiej, nad Niemnem, u ujścia Wilii, na zachód od Zbiornika Kowieńskiego; do 1918 było miastem granicznym, współczesne lewobrzeżne dzielnice Kowna Aleksota i Poniemoń leżały w Królestwie Polskim. W dwudziestoleciu międzywojennym XX w. (od 1920) Kowno było stolicą Litwy i wówczas liczba mieszkańców wzrosła z 90 tys. do 150 tys. Współcześnie miasto o największym odsetku populacji litewskiej (około 88%).
W mieście znajduje się stacja kolejowa Kowno.

## Historia

### Początki miasta
Pierwsze wzmianki o zamku w Kownie pochodzą z 1361 roku, jednak miasto w jego pobliżu powstało w niezasiedlonym wcześniej miejscu dopiero na początku XV wieku. Zamek w Kownie bronił Litwinów przed najazdami Krzyżaków, którzy jednak zdobywali go wielokrotnie, m.in. w 1362 roku. W 1384 roku Krzyżacy wznieśli, zachowany do dziś, nowy murowany zamek nazwany przez nich Ritterswerder mający stanowić bazę wypadową do dalszych najazdów, szczególnie na Wilno i Troki. W tym czasie przy zamku powstała ufortyfikowana faktoria handlowa należąca do Gdańska, z której eksportowano drewno, wosk, miód, smołę i dostarczane przez Żmudzinów dziewczęta. W 1391 zamek w Kownie był miejscem zbornym w czasie Krzyżackiego najazdu na Litwę, a w 1396 roku w jego murach wielki mistrz krzyżacki podpisał z Witoldem zawieszenie broni, po którym podpisano pokój na wyspie Salin w 1398 r., na mocy którego Kowno stało się miastem nadgranicznym pomiędzy Litwą i opanowaną przez Krzyżaków Żmudzią. Krzyżacy po 1398 roku wybudowali milę od Kowna nowy zamek Gotteswerder. W 1404 roku w zamku w Kownie odbył się zjazd Witolda z wielkim mistrzem krzyżackim, na którym Żmudzini złożyli hołd wielkiemu mistrzowi. W dniu 6 stycznia 1408 roku na zamku odbył się kolejny zjazd, na którym stawił się wielki mistrz Ulrich von Jungingen, mistrz inflancki i król Polski Władysław II Jagiełło oraz będący między nimi rozjemcą Witold. W 1408 roku Kowno uzyskało prawa miejskie magdeburskie. Ostatecznie przynależność państwowa Kowna uregulowana została po bitwie grunwaldzkiej (1410) i pokoju toruńskim (1411).

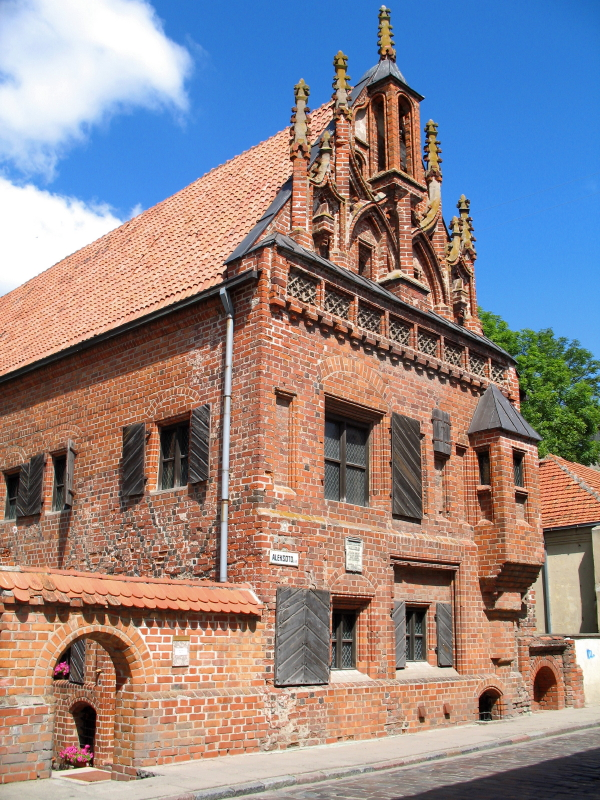
Kamienica gotycka tzw. „Dom Perkuna”

Początkiem miasta był rok 1408, w którym książę Witold Kiejstutowicz lokował w pobliżu zamku osadę, której nadał prawa miejskie (magdeburskie), dzięki czemu powstał samorząd administracyjny, gospodarczy i sądowy. Badania archeologiczne wskazują, że miasto powstało w miejscu wcześniej niezasiedlonym. W 1413 miasto zostało siedzibą powiatu kowieńskiego województwa trockiego. W tym samym roku król Władysław Jagiełło przyjął w Kownie posła cesarza Zygmunta Luksemburskiego, Benedykta Makr von Fluch. Ponownie król Jagiełło przebywał w Kownie 22 października 1418 roku. W 1433 roku wojska Świdrygiełły i mistrza inflanckiego przeszły przez miasto podczas ataku na Litwę. W 1451 roku król Kazimierz IV Jagiellończyk przyjął w Kownie posła księcia Burgundii Filipa Dobrego. Prawa miejskie potwierdził król Kazimierz Jagiellończyk w 1440 i 1463, nadając miastu nowe grunty nad Niemnem. Rok później, w związku z zarazą w Krakowie, zimę 1464 roku król Kazimierz wraz z dworem spędził w Kownie. Kowno uzyskało prawo składu w 1472 roku. Dopiero pod koniec XV wieku w mieście pojawiły się pierwsze murowane zabudowania i szacuje się, że miasto liczyło ok. 500-600 mieszkańców. W tym okresie nastąpił szybki rozwój miasta, ponieważ szacuje się, że około 1570 roku Kowno mogło liczyć już ok. 5 tys. mieszkańców.
W drugiej połowie XVI wieku Kowno należało do powiatu kowieńskiego w województwie trockim.

### W latach wolnej elekcji

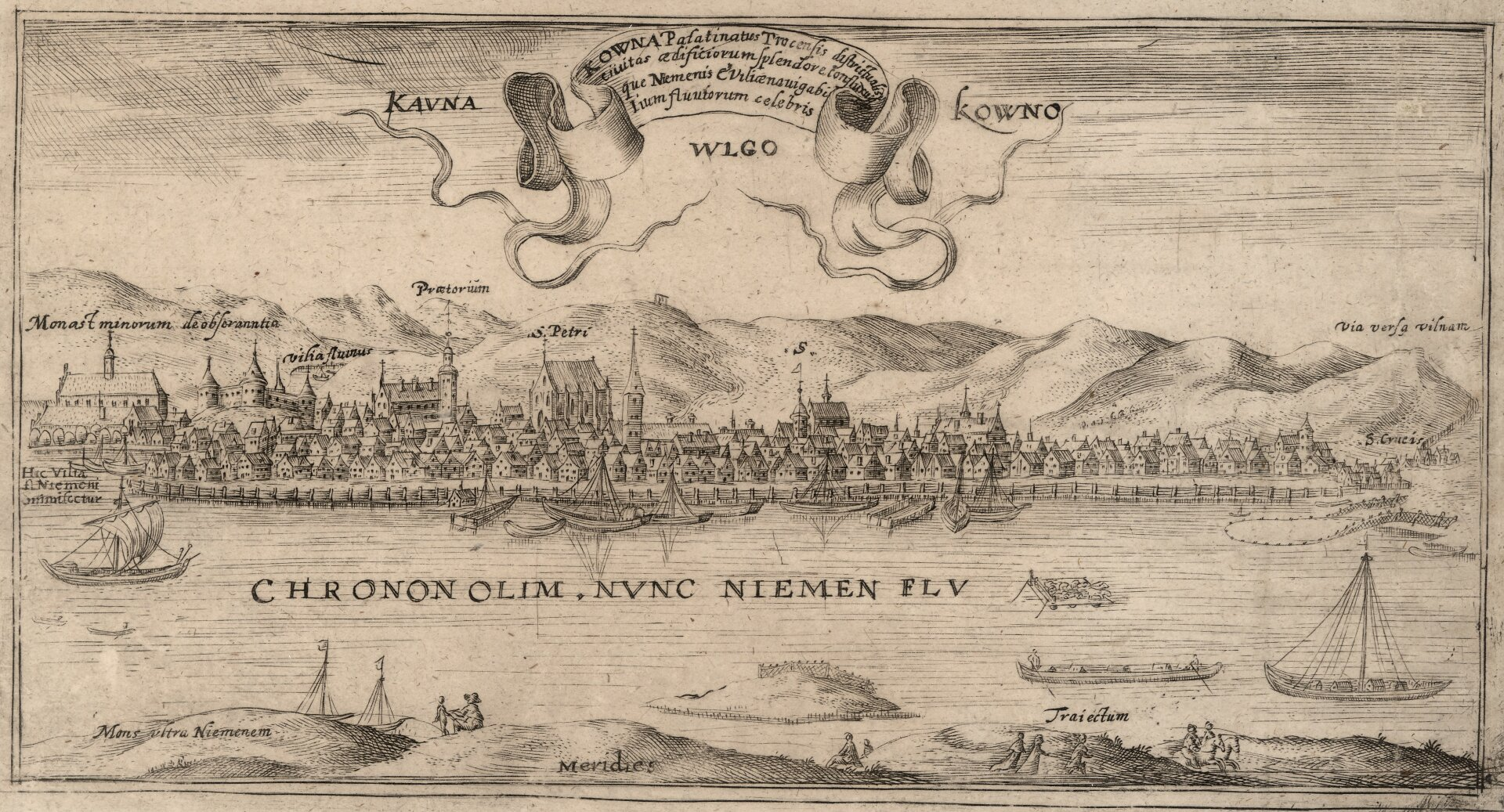
Kowno w XVII wieku (Tomasz Makowski)

W 1581 Kowno otrzymało prawo składu. Od tego czasu miasto rozwijało się pomyślnie, mimo wybuchających raz po raz pożarów (1537, 1731), epidemii cholery i dżumy, a także powodzi. Miejsce obrad sejmików ziemskich powiatu kowieńskiego od XVI wieku do pierwszej połowy XVIII wieku. W latach 1655–1661 miasto okupowały wojska moskiewskie, co spowodowało jego upadek. Zrujnowanie miasta było tak duże, że sejm w Warszawie w 1662 roku zwolnił Kowno na 10 lat z podatków. W celu rozwoju handlu, król Jan III Sobieski zezwolił na organizowanie w Kownie trzech dwutygodniowych jarmarków w roku. W latach 1701–1707 było okupowane przez wojska szwedzkie. W 1731 roku miasto strawił potężny pożar. Ponowny rozwój miasta przypadł na drugą połowę XVIII wieku. Miasto królewskie w 1782 roku. Projektowanego na sejmie grodzieńskim województwa kowieńskiego nie utworzono z powodu III rozbioru Polski. W jego wyniku miasto przypadło Rosji i włączono je w obręb guberni wileńskiej.
Choć Żydzi pojawiali się w Kownie już wcześniej, dopiero od XVII wieku datuje się ich stałą obecność w mieście. Przed 1716 wystawili swój pierwszy dom modlitwy, jednak spór z mieszczaństwem kowieńskim doprowadził w 1753 do nakazu wyprowadzki żydostwa do pobliskiego Wiliampola. Dopiero pod koniec XVIII wieku starozakonni zaczęli rosnąć w siłę, szczególnie na terenie wydzielonej z miasta jurydyki. Po rozbiorach władze cesarskie utrzymały zakaz osiedlania się Żydów w mieście, który zniesiono w 1858 roku.

### W zaborze rosyjskim

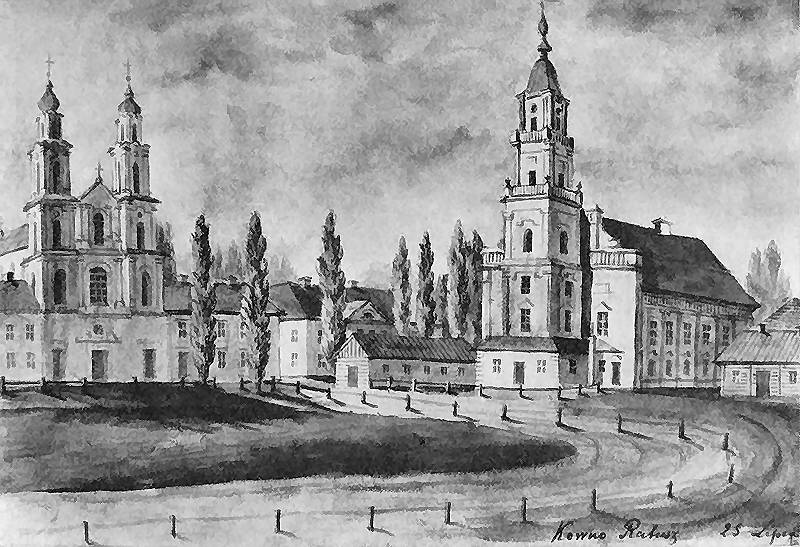
Ratusz w Kownie w XIX wieku (Napoleon Orda)

W czasie inwazji na Rosję w dniu 24 czerwca 1812 roku do Kowna ze swoją armią dotarł Napoleon Bonaparte i zajął kwaterę w klasztorze św. Krzyża (karmelitów). Następnie udał się po południu obejrzeć spalony most na Willi i obserwował przeprawę wpław na drugi brzeg szwadronu szwoleżerów gwardii Jana Kozietulskiego u jej ujścia do Niemna. Niestety miasto w następnych dniach zostało rozgrabione przez przechodzącą Wielką Armię. Po jej przejściu zlokalizowano w mieście magazyny żywności i uzbrojenia dla wojska oraz zbudowano reduty obronne. Ponownie Kowno ucierpiało podczas odwrotu wojsk Napoleona spod Moskwy w dniach 12 i 13 grudnia 1812 roku. Żołnierze francuscy i niemieccy dokonywali licznych rabunków, a następnie oddziały marszałka Neya odpierały w mieście rosyjskich kozaków. Mieszkańcy Kowna aktywnie uczestniczyli w powstaniach narodowych, listopadowym (1830) i styczniowym (1863), co nie pozostało bez wpływu na stosunek władz rosyjskich do grodu nad Niemnem.
W 1842 roku Kowno stało się stolicą guberni obejmującej zachodnią Litwę, co wpłynęło na przyspieszenie rozwoju gospodarczego i cywilizacyjnego miasta. W 1861 oddano linię kolejową łączącą miasto z Królewcem i Warszawą. W sierpniu 1861 roku w związku z rocznicą Unii w Krewie w mieście odbyła się manifestacja Jedności Rzeczypospolitej Obojga Narodów, która zgromadziła kilkanaście tysięcy manifestantów. Pod koniec XIX wieku powstało Muzeum Miejskie, teatr i pierwsza biblioteka miejska. Po 1882 roku władze rosyjskie rozpoczęły budowę wokół miasta twierdzy z 9 fortami, którą ukończono w większości w 1887 roku (ostatni, IX fort, w 1913 r.). Wpłynęło to na zakaz budowy domów wyższych niż trzy piętra. Miasto zachowało więc swój prowincjonalny (w porównaniu z Wilnem) wygląd. W 1908 roku w Kownie powstała parafia mariawicka, która istniała do końca 20-lecia międzywojennego.
W 1899 roku miasto miało 73 543 mieszkańców.

### I wojna światowa i okres międzywojenny

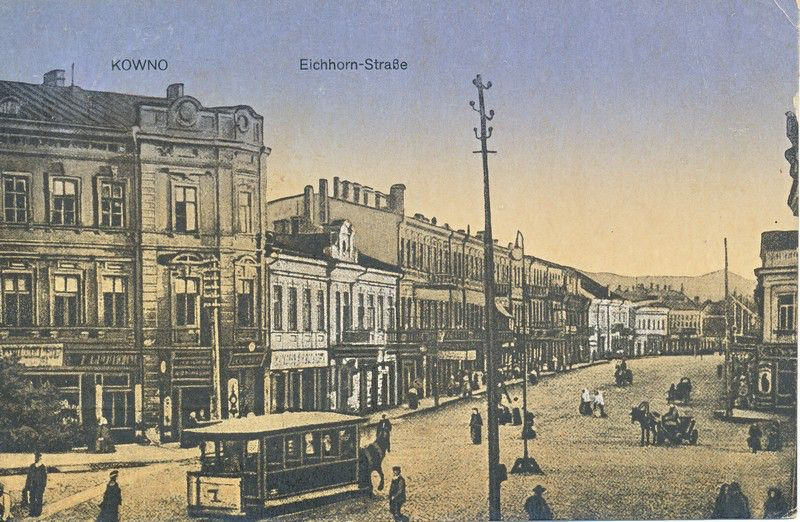
Kowno ok. 1915–1918

Plany Cesarza Wszechrusi na niewiele się zdały, gdyż żołnierze Cesarza Niemieckiego zdobyli Kowno 18 sierpnia 1915 roku i okupowali je aż do 1919 roku. 21 grudnia 1918 roku bolszewicy powołali tu republikę radziecką, która nie ciesząc się poparciem większości Litwinów i Polaków, ani tym bardziej Niemców, upadła po kilkunastu dniach. W mieście zaczęła rządzić kierowana przez J.Basanavičiusa Taryba z A.Smetoną, A.Voldemarasem i S.Narutowiczem i innymi w składzie (w Wilnie, gdzie Litwini byli mniejszością, w obliczu wycofywania się Niemców, o władzę i kontrolę nad miastem walczyły lewicowa Wileńska Rada Delegatów Robotniczych z polską Samoobroną). W wyniku wyborów do samorządu w roku 1919 do 71 osobowej Rady Miasta Kowno zostało wybranych 30 Polaków, 22 Żydów, 12 Litwinów, 6 Niemców i 1 Rosjanin. W 1919 roku kowieńscy Polacy rozpoczęli wydawanie gazety Dzień Kowieński. W dwudziestoleciu międzywojennym XX w. Kowno stało się de facto (choć nie de iure) siedzibą litewskich władz państwowych. Z prowincjonalnego miasteczka przekształciło się w miasto prowincjonalne. Siedziba ośrodków naukowych, gospodarczych, bankowych i kulturalnych Republiki Litewskiej. Zorganizowano Uniwersytet im. Witolda Wielkiego, konserwatorium, Muzeum Zoologiczne oraz Szkołę Sztuki. Powstał teatr dramatyczny, oraz pierwsza na Litwie rozgłośnia radiowa. Od 1919 r. funkcjonowało tu także Gimnazjum Polskie im. Adama Mickiewicza.
26 września 1926 w Kownie w kościele św. Trójcy i na pobliskim cmentarzu doszło do pogromu Polaków, podczas którego Litwini pobili pałkami i poranili nożami około 50 Polaków, przy obojętności litewskiej policji, natomiast 23 maja 1930 doszło w mieście do kolejnych szowinistycznych prześladowań antypolskich, w których ucierpiały m.in. Gimnazjum Polskie przy ul. Leśnej, redakcja dziennika „Dzień Kowieński”, cukiernia Perkowskiego, polska księgarnia „Stella” przy ul. Kiejstuta 29, zakład fotograficzny Sawsienowicza i polski klub sportowy „Sparta”.

### II wojna światowa i okres powojenny

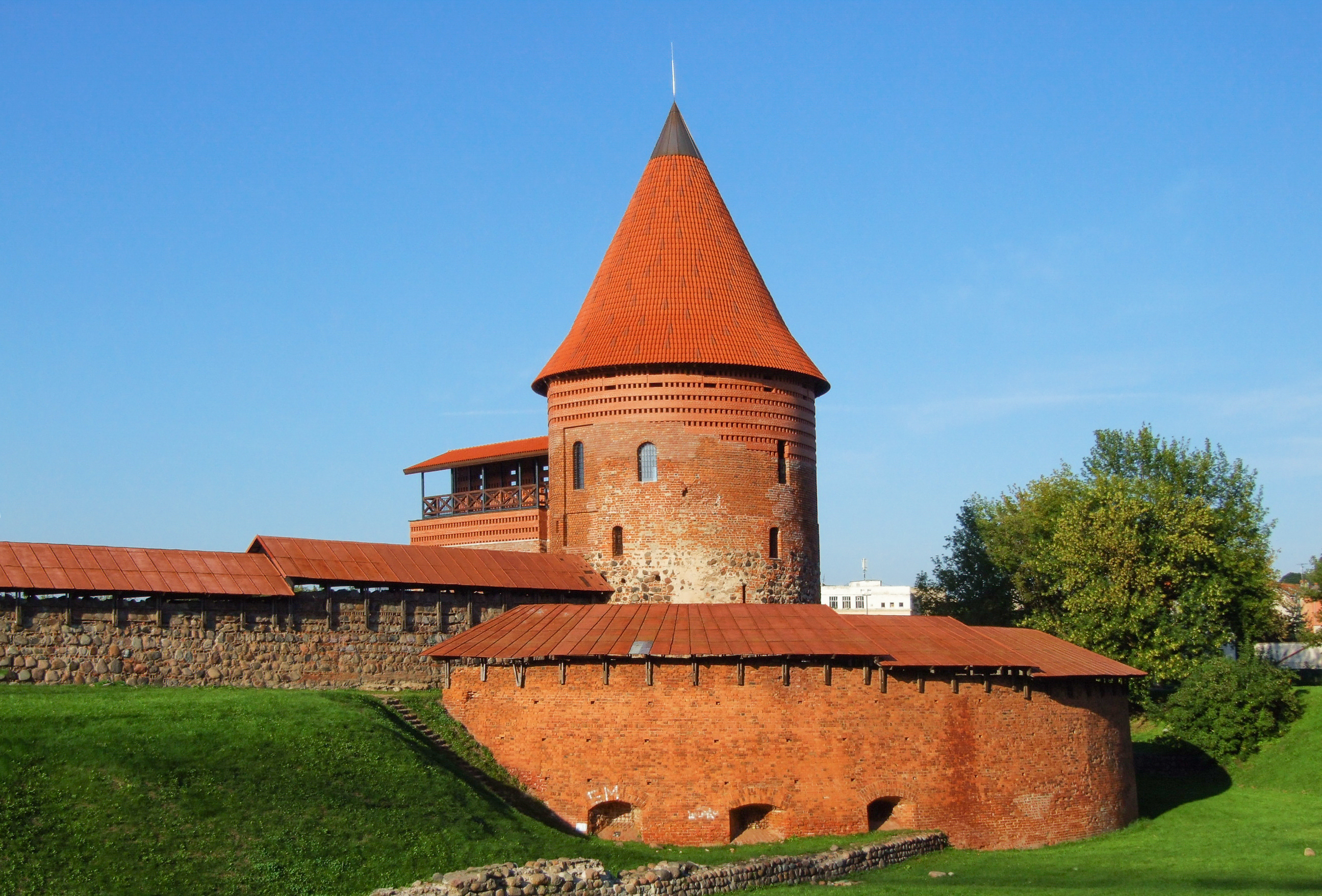
Zamek w Kownie po rekonstrukcji

W 1940 roku Kowno liczyło 160 tys. mieszkańców (w ciągu dwudziestu lat niepodległości liczba mieszkańców wzrosła dwukrotnie). To tutaj (a nie w Wilnie) „sejm ludowy” proklamował samolikwidację państwa i przyłączenie się do ZSRR. Po wejściu Niemców Litwini zorganizowali w Kownie pogrom antyżydowski, w którym zabili 3,8 tysiąca osób.
W czasie okupacji niemieckiej siedziba władz hitlerowskich. W IX forcie twierdzy kowieńskiej Niemcy urządzili obóz koncentracyjny KL Kauen, w którym zgładzono około 100 tys. Żydów i Cyganów.
W latach 1955–1959 na Niemnie wzniesiono Zbiornik Kowieński. W 1965 roku uruchomiono w Kownie komunikację trolejbusową.
15 maja 1972 student Romas Kalanta dokonał publicznego samospalenia na skwerze przy al. Wolności, w proteście przeciwko okupacji Litwy przez ZSRR, co stało się powodem dwudniowych krwawych zamieszek w mieście. W roku 2022 Kowno stało się Europejską Stolicą Kultury wraz z luksemburskim Esch-sur-Alzette.

## Zabytki

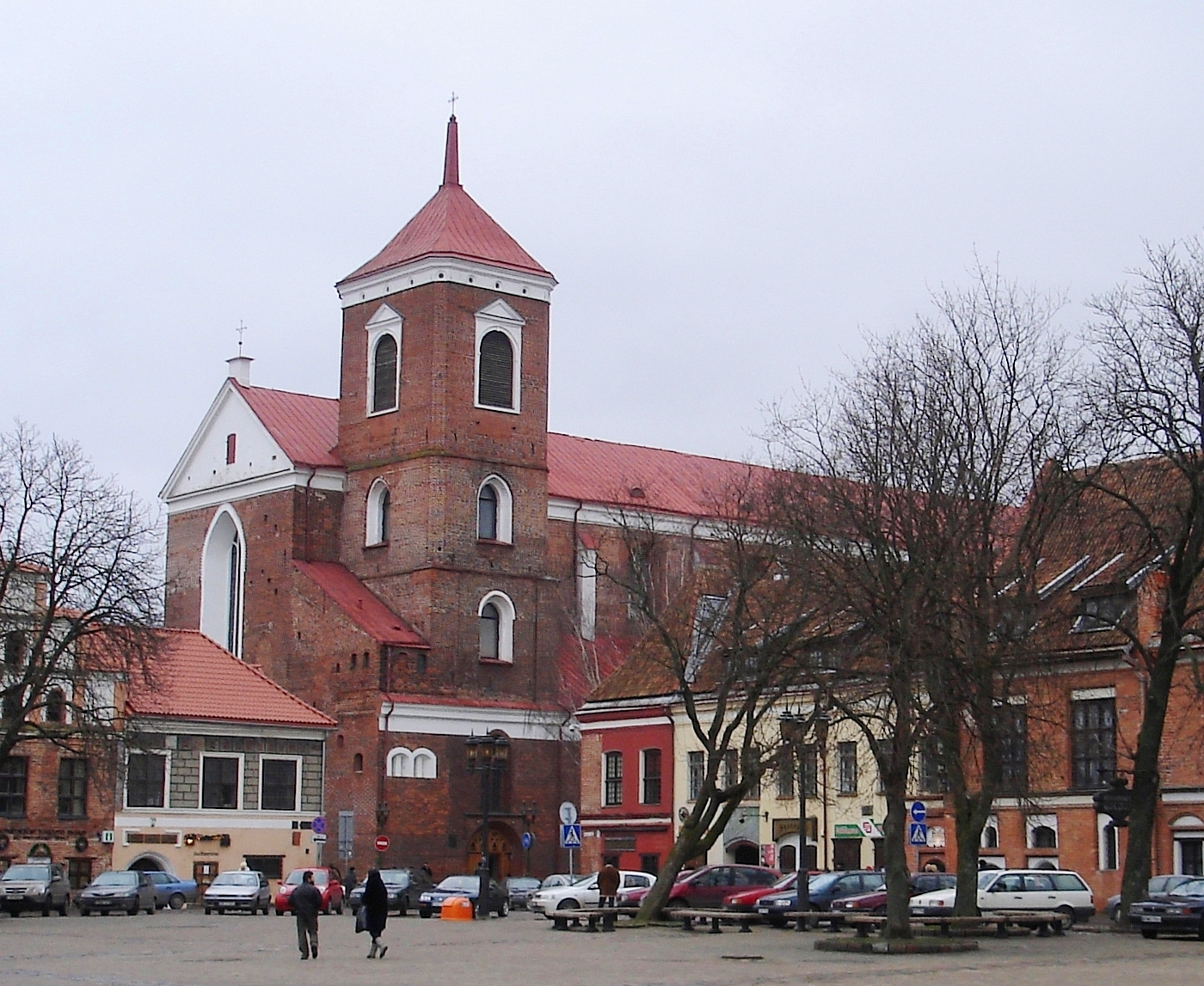
Katedra św. Piotra i Pawła

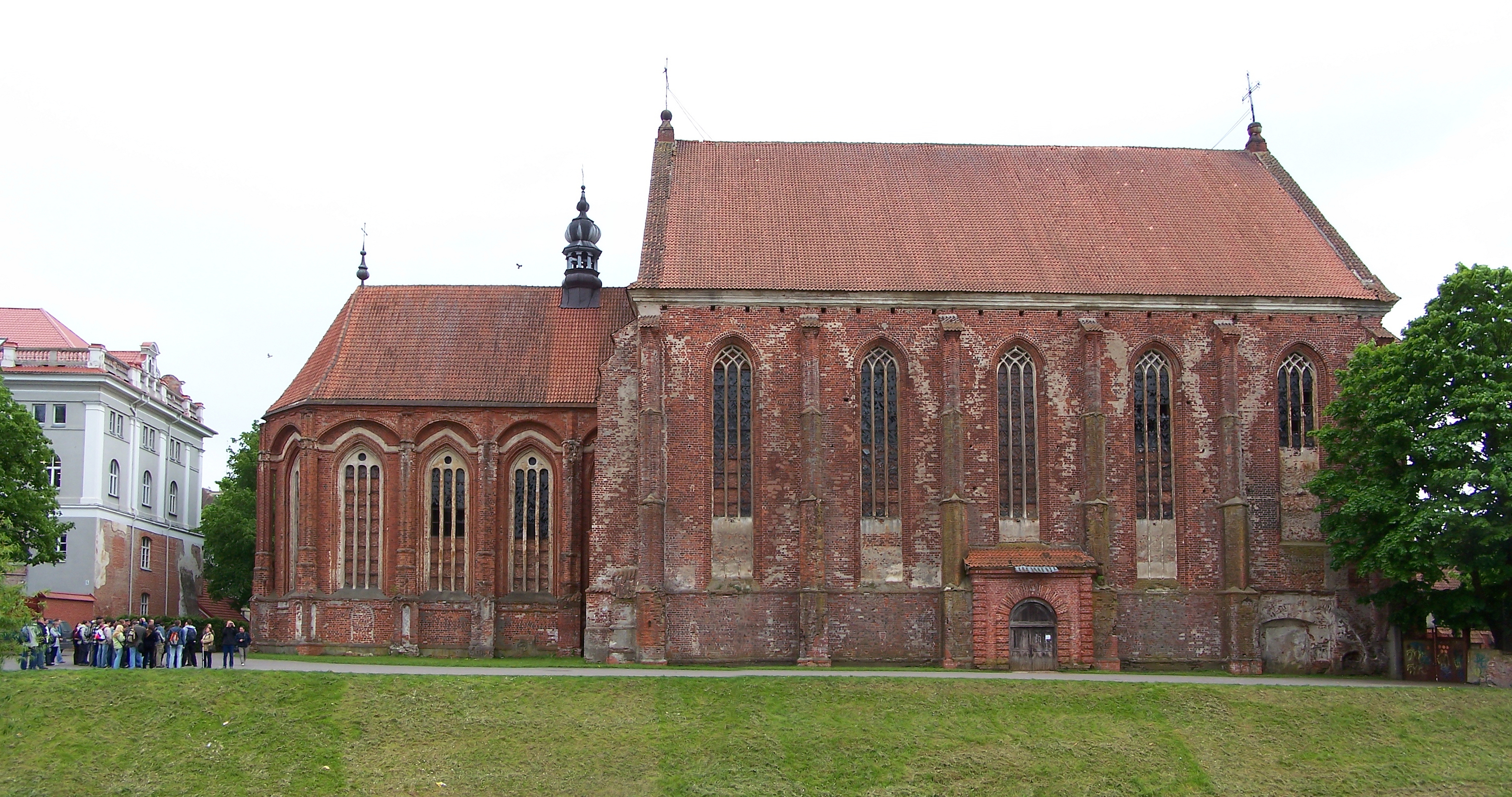
Kościół św. Jerzego (bernardyni)

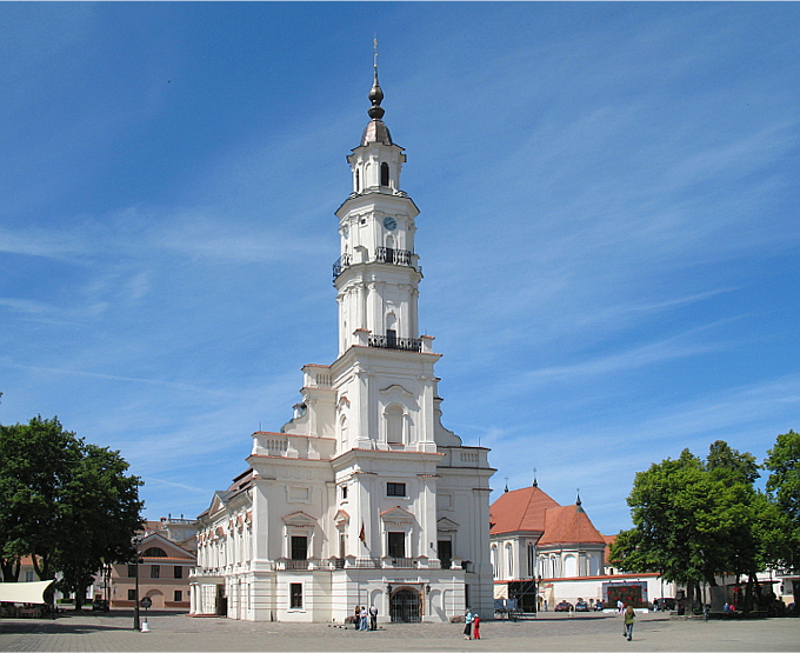
Ratusz w Kownie

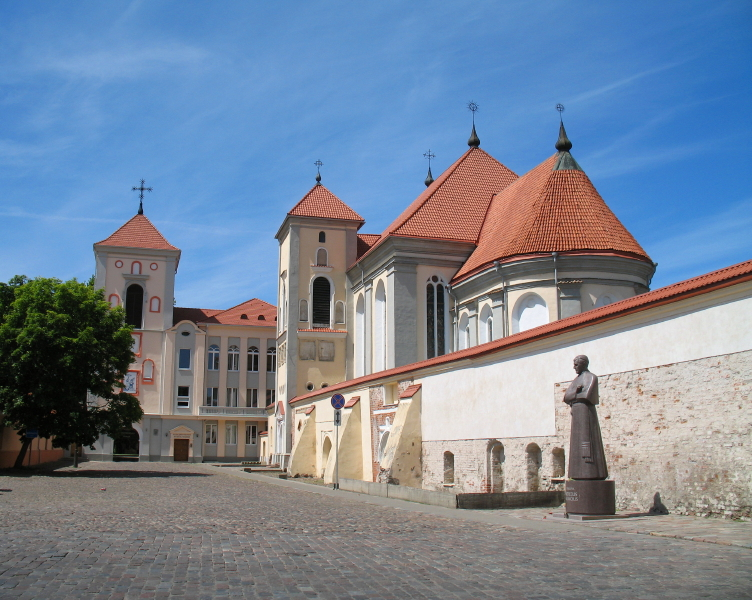
Kościół św. Trójcy (bernardynek)

Klasztor kamedułów w Pożajściu

- ruiny zamku w Kownie (XIV-XVI wiek)
- archikatedra śś. Piotra i Pawła, gotycka (XV-XVII wiek)
  - kaplica neogotycka z 1893 r., zaprojektowana przez Franciszka Wyganowskiego
- Kościół św. Gertrudy, gotycki z II poł. XV-XVI w.
- Zespół klasztorny bernardynów z lat 1487–1502 fundacji kasztelana S.Sędziwojewskiego
  - Kościół św. Jerzego, zbudowany w XV wieku dla bernardynów, w stylu gotyckim, w kształcie trójnawowej hali z wielkimi, strzelistymi oknami, z ołtarzem z 1703 r., w ZSRR zamknięty[2], remontowany i ponownie czynny od 2008-2009[24]
  - Klasztor na planie czworoboku pierwotnie gotycki, obecnie neobarokowy
- Kościół Wniebowzięcia NMP (tzw. kościół Witolda), gotycki, z pocz. XV w., najstarszy w Kownie, fundowany prawdopodobnie przez wielkiego księcia Witolda po bitwie nad Worsklą w 1399 r., pierwszy raz wzmiankowany w 1439 r. jako franciszkański[25], pierwotnie bezwieżowy[2]
- Zespół klasztorny jezuitów z XVII-XVIII w.
  - kościół św. Franciszka Ksawerego, barokowy z l. 1666-1759
  - klasztor jezuitów z l. 1761-68
- Klasztor w Pożajściu zakonu kamedułów z l. 1667-74
- ratusz miejski zwany „Białym Łabędziem” (XVI wiek)
- Dom Perkuna z przełomu XV/XVI wieku – kantor handlowy kupców gdańskich
- Zespół klasztorny karmelitów
  - Kościół św. Krzyża z 1685 r., barokowy.
  - Klasztor karmelitów
  - kapliczka neogotycka z 1901 r.
  - brama barokowa
- Pałac Godlewskiego
- Kościół ewangelicko-augsburski z 1683 r., z wieżą z 1862 r.
- Synagoga Chóralna (1871)
- Zespół klasztorny dominikanów z XVII w.
  - Klasztor Dominikanów w Kownie
  - Kościół pw. Przenajświętszego Sakramentu, z fasadą z czasów przebudowy na cerkiew w XIX w.
- Zespół klasztorny bernardynek z lat 1624–1634
  - Kościół św. Trójcy z 1624 r.
  - Klasztor i Pałac Massalskiego w Kownie w stylu renesansowym
  - mur z XVII w.
- meczet
- Kościół św. Michała Archanioła w Kownie – dawna cerkiew prawosławna, kościół garnizonowy w stylu bizantyjskim.
- Kościół św. Mikołaja i klasztor benedyktynek z 1825 r.
- Cmentarz karmelicki w Kownie
- Budynek Gimnazjum Polskiego z 1929 r. przy ul. Miškų gatvė
- Dolina Mickiewicza

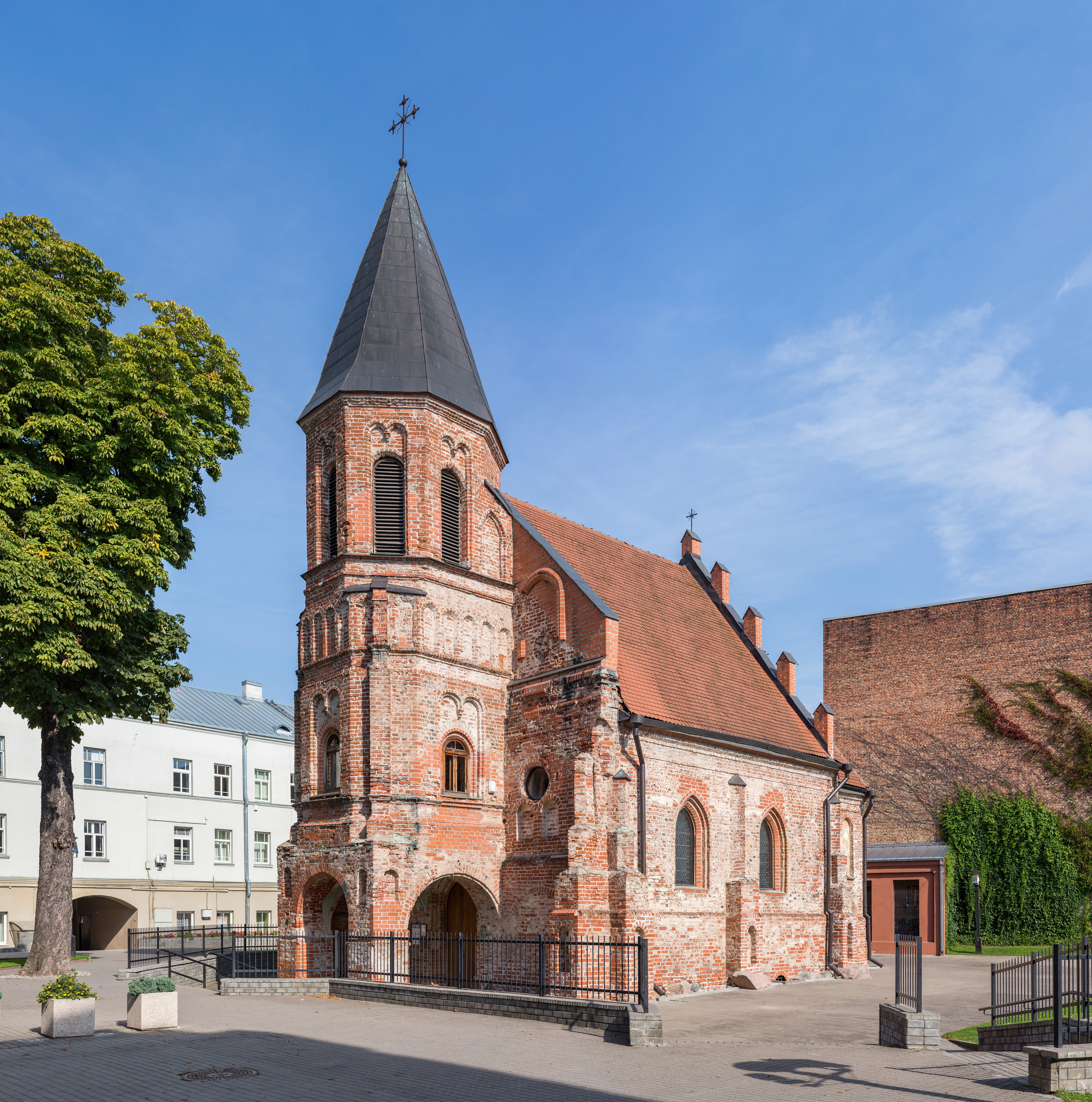
Kościół św. Gertrudy
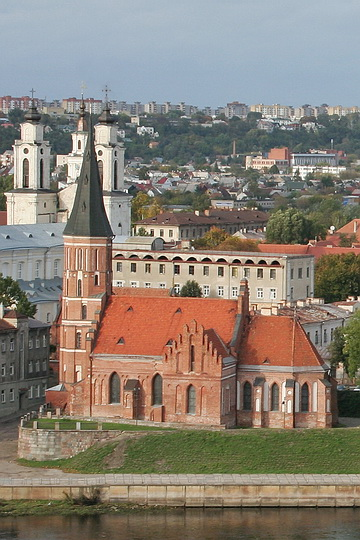
Kościół Witolda
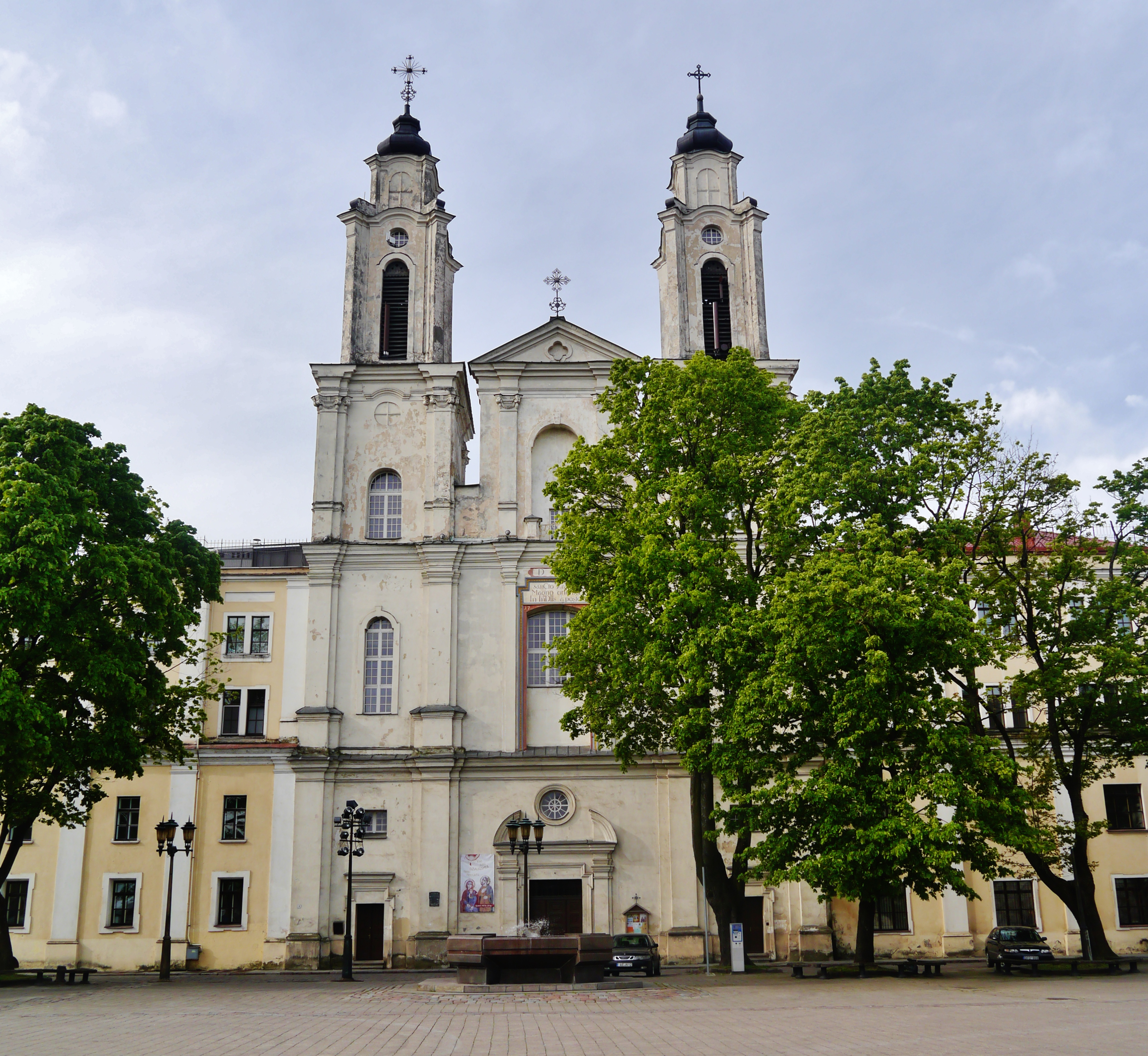
Kościół jezuitów
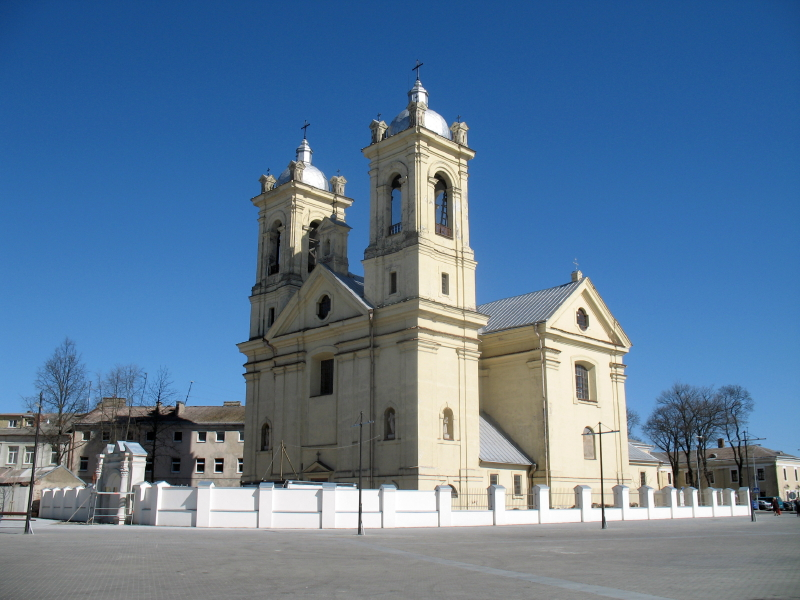
Kościół Świętego Krzyża (karmelitów)
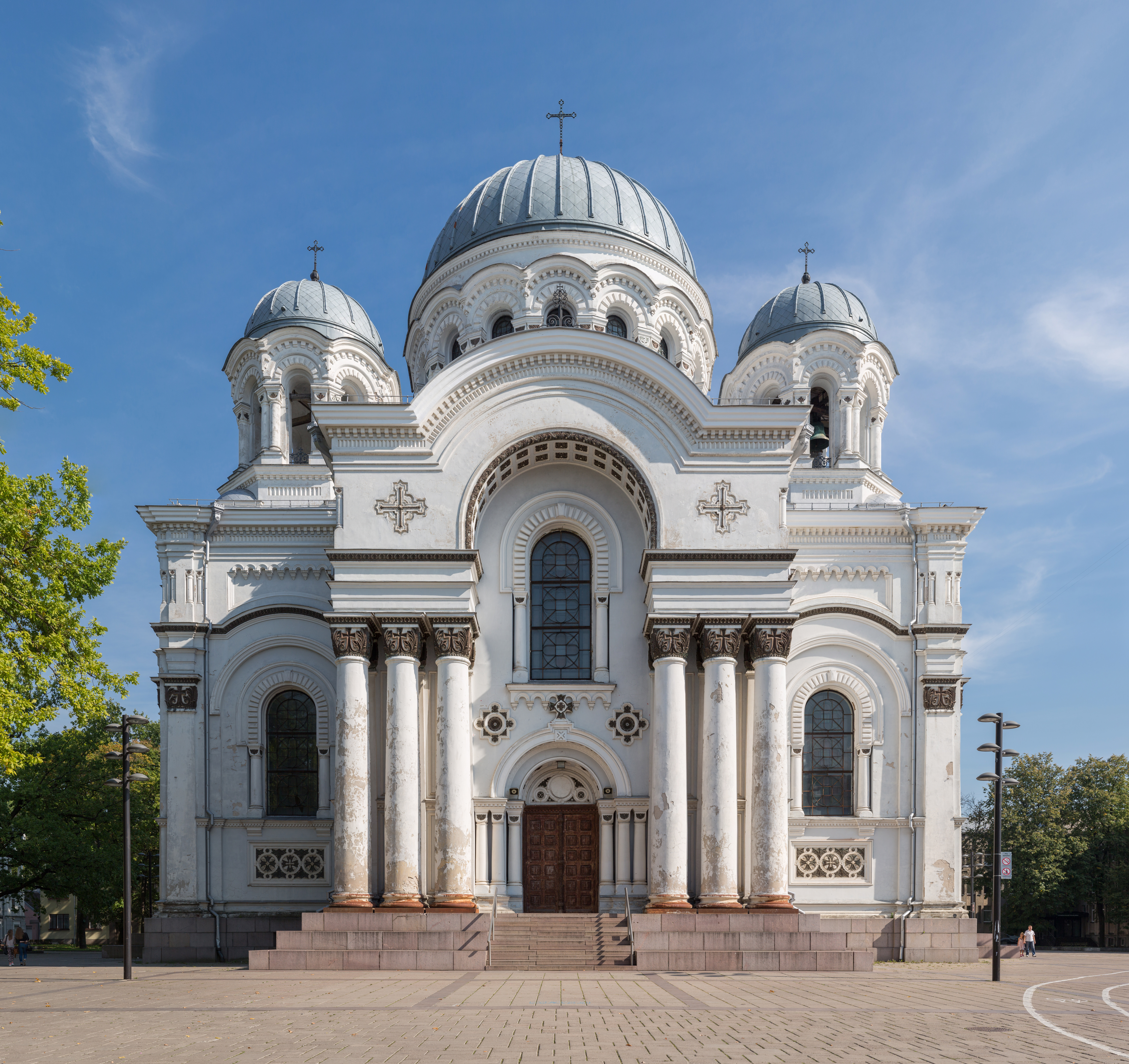
Kościół św. Michała Archanioła

Ponadto w Kownie znajduje się Muzeum Diabłów.

## Sport

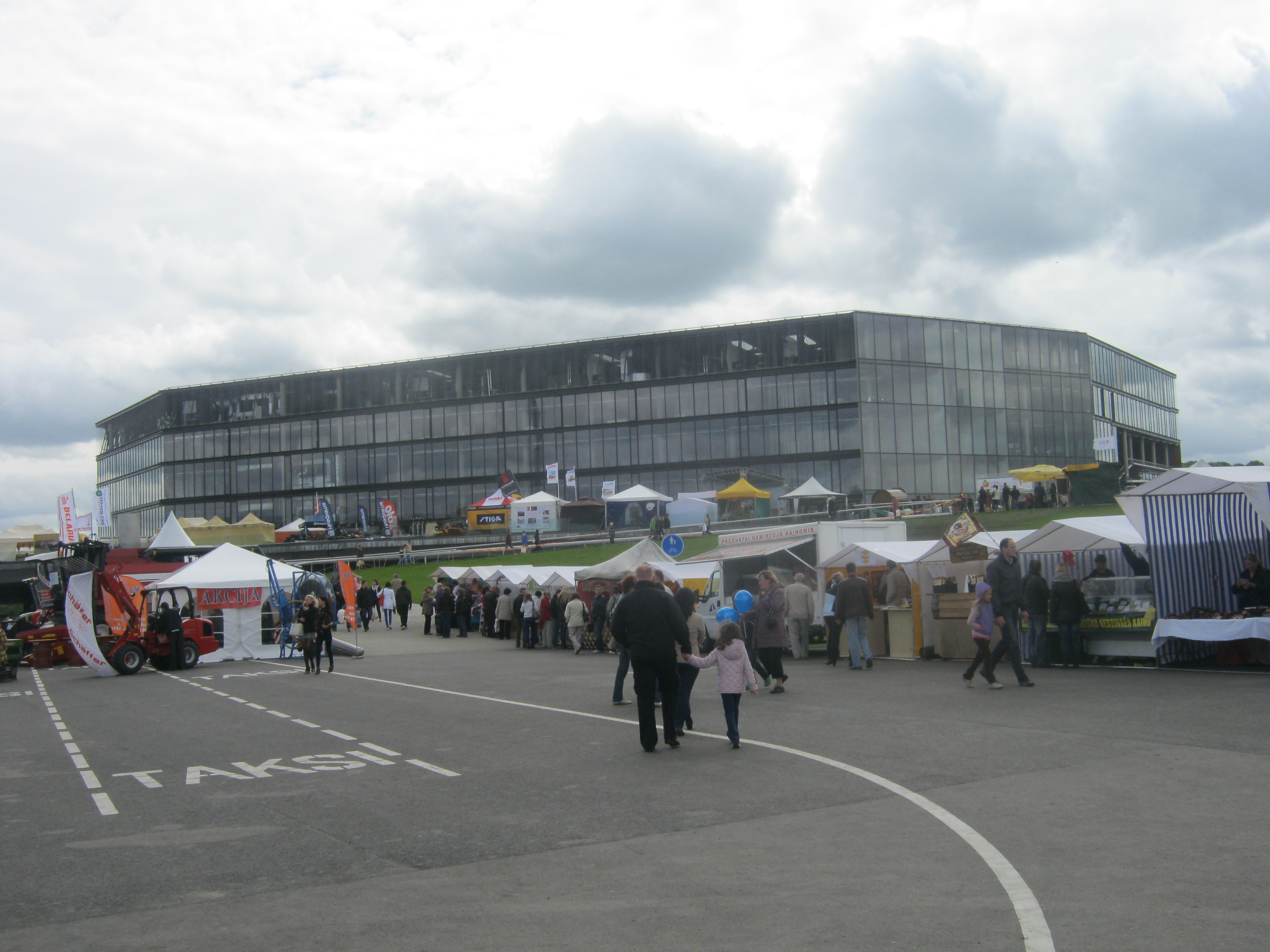
Žalgiris Arena

Miasto jest jednym z litewskich centrów sportu. Spośród wszystkich klubów z Kowna największym uznaniem od lat zasłużenie cieszy się drużyna koszykarska Žalgirisu.
Najbardziej znanym i utytułowanym klubem piłkarskim jest FBK Kowno. W najwyższej lidze gra obecnie także Atletas Kowno. Znanym klubem jest też Inkaras Kowno.
Przed drugą wojną światową w Kownie istniały polskie kluby piłkarskie jak Sparta Kowno, a następnie Slavia Kowno.

## Mieszkańcy według narodowości
w 2002:
1. Litwini 93,0%
2. Rosjanie 4,1%
3. Ukraińcy 1,2%
4. Polacy 0,3%
5. Inni 2,4%

w 1939:
1. Litwini 60%
2. Żydzi 20%
3. Polacy 10%
4. Inni 5%

w 1919:
1. Polacy 45%
2. Żydzi 30%
3. Litwini 18%
4. Rosjanie 1,5%
5. Inni 1%

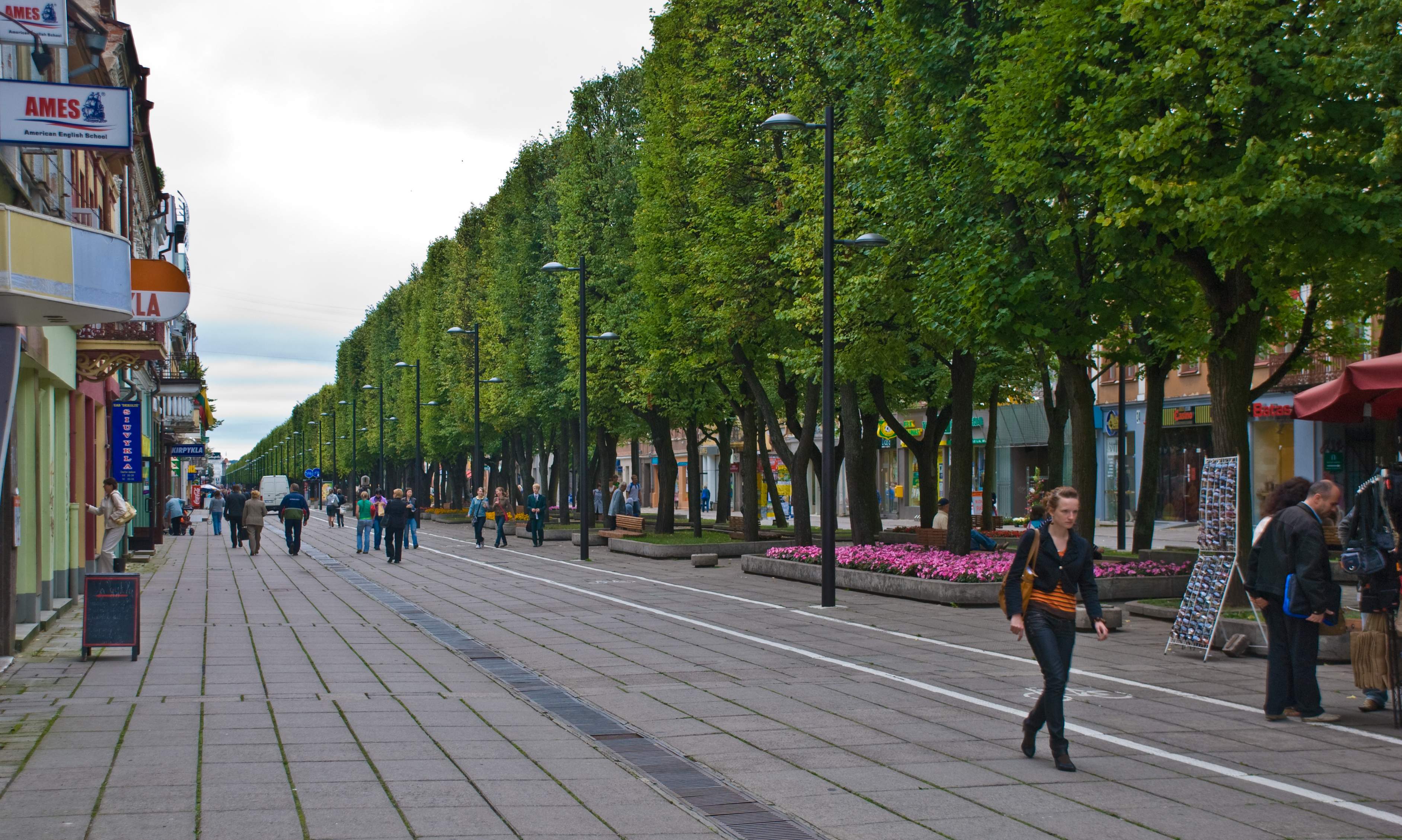
Aleja Wolności

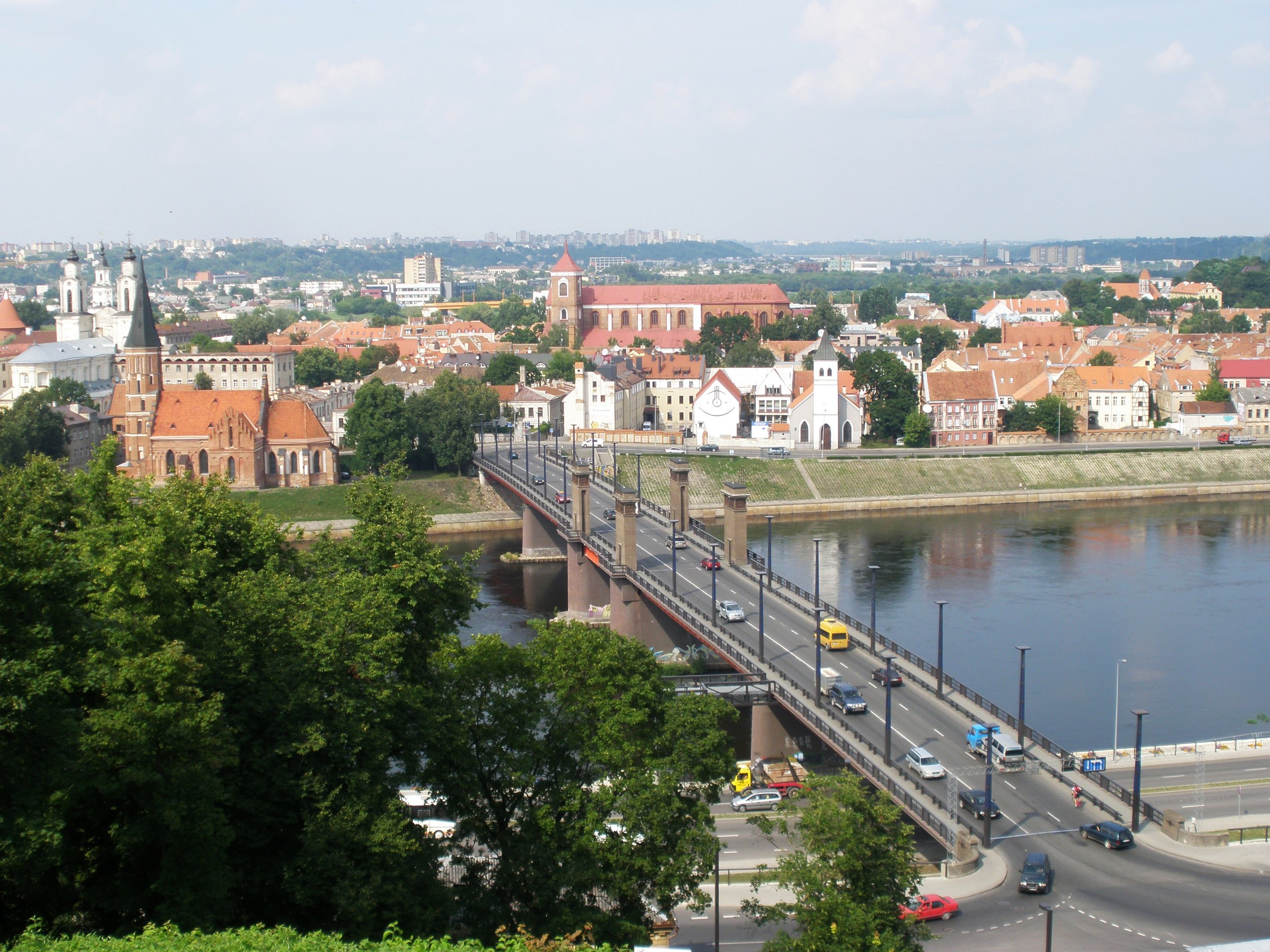
Panorama Starego Miasta

za Stanisława Augusta miasto liczyło 28 tys. mieszkańców, w tym:
1. Polacy 73%
2. Żydzi 13%
3. Niemcy i Holendrzy 9%
4. Rosjanie 4,5%

## Współpraca zagraniczna
| - Niemcy, Kreiss Lippe - Czechy, Brno - Szwecja, Växjö - Polska, Wrocław - Polska, Myślibórz - Norwegia, Vestfold Kommune - Finlandia, Tampere - Szwecja, Linköping - Francja, Grenoble - Austria, Linz - Norwegia, Hordaland Kommune - Dania, Odense - Włochy, Ferrara - Chiny, Xiamen | - Rosja, Królewiec - Stany Zjednoczone, Los Angeles - Rosja, Tiumeń - Włochy, Emilia Romagna - Ukraina, Charków - Estonia, Tartu - Polska, Białystok - Ukraina, Biała Cerkiew - Włochy, Canelli - Włochy, Brescia - Polska, Łomża - Włochy, Cava de’ Tirreni - Polska, Toruń |